# The Bargain (film 1914)
The Bargain è un film del 1914, diretto da Reginald Barker. Il film è stato inserito nel 2010 nello statunitense National Film Registry, dove vengono inscritte, per esservi conservate indefinitamente, opere cinematografiche – come recita la formula standard – "culturalmente, storicamente o esteticamente significative". Nel caso di The Bargain la motivazione particolare è stata: "il film è stato selezionato per il carisma di Hart, l'autenticità del film e il ritratto realistico del genere western." Si tratta del secondo film con William S. Hart a entrare a far parte del National Film Registry, dopo Il vendicatore, del 1916, di Charles Swickard (che interpreta un ruolo minore in The Bargain) e, non citati nei titoli, lo stesso Hart e Clifford Smith, acquisito nel 1994.

## Trama
Stati Uniti, 1889. Vengono diramati dispacci avvertendo che il noto bandito Jim Stokes si sta dirigendo verso la frontiera messicana. Le autorità delle località che presumibilmente Stokes attraverserà prendono provvedimenti: ad esempio a Blue Rock la scorta armata della diligenza che trasporta denaro viene raddoppiata. Ma Stokes, con un abile stratagemma riesce comunque a bloccarla e a rapinarla. Inseguito, e ferito, trova infine rifugio presso la casupola isolata che il prospettore minerario Phil Brent abita insieme alla figlia Nell, la quale si prende cura di lui fino alla guarigione. Naturalmente Stokes non rivela la propria identità e il motivo della sua ferita, inventandosi una disavventura con gli indiani.
Non passa molto tempo che Stokes e Nell si innamorano. Il reverendo Joshua Wilkes, un pastore d'anime itinerante, li unisce in matrimonio. Stokes ha deciso di ravvedersi, e vuole rendere il denaro che ha sottratto alla compagnia di trasporti. Si reca nel vicino centro abitato per spedire via posta il maltolto: mossa piuttosto incauta, perché intanto sui muri cittadini sono apparsi manifesti con la sua immagine, promettendo una taglia per chi lo catturasse. Infatti viene riconosciuto prima di riuscire ad effettuare la spedizione. Seguono una sua nuova fuga, e un nuovo inseguimento. Alla moglie fa pervenire un biglietto in cui l'avverte della sua improvvisa (ed immotivata, per lei) necessità di assentarsi.
Nel paese di El Tempo, proprio sul confine messicano, Bud Walsh, lo sceriffo di Blue Rock, lo raggiunge e lo arresta, tornando in possesso del denaro rubato. Denaro che però lo sceriffo, preso dalla passione per il gioco d'azzardo, perde alla roulette (truccata) del locale saloon/sala da gioco: e il giorno dopo è atteso a Blue Rock col prigioniero e il bottino recuperato. È allora che Joe Stokes gli propone l'affare (The bargain): se mi liberi, gli dice, prometto di recuperare in qualche modo il denaro che hai perso e rendertelo in tempo. Affare fatto.
È facile per Stokes, bendato, rapinare la sala da gioco, quella stessa notte. Poi depista coloro che hanno iniziato a dargli la caccia e fa ritorno a El Tempo, dove lo sceriffo fa appena in tempo a rimettergli le manette prima che irrompano gli inseguitori. Non è dunque Stokes, concludono questi ultimi, ad aver rapinato il casinò.
Il mattino dopo lo sceriffo Walsh e Stokes, ammanettato, stanno per far ritorno a Blue Rock. Walsh libera Stokes e gli lascia due ore di tempo per andare a prendere la moglie Nell e fuggire con lei in Messico. Stokes confessa infine all'esterrefatta Nell la sua vera identità.
Stokes e la moglie, due ore dopo, salutano da lontano, con ampi gesti delle mani, lo sceriffo, che ricambia il saluto e va per la sua strada mentre la coppia si dirige verso il (o è già in) Messico.

## Produzione
The Bargain è il primo lungometraggio interpretato da William S. Hart, l'attore (nonché regista e scrittore) statunitense che in seguito assurgerà a fama internazionale quale personaggio tipico dei film western  (in Francia era noto come Rio Jim); la tenuta appartenuta ad Hart nelle vicinanze di Los Angeles è stata in seguito trasformata in un museo dedicato all'attore, che custodisce opere d'arte nativo-americane e statunitensi della sua epoca.
Le riprese si sono svolte dall'11 giugno 1914 al 5 agosto dello stesso anno; gli esterni sono stati effettuati a Williams (Arizona) e al Parco nazionale del Grand Canyon, in una location a nord dell'El Tovar Hotel, ancora esistente. Gli interni sono stati realizzati al teatro di posa della New York Motion Picture Company, presso Santa Monica (California): come comparse sono stati ingaggiati diversi veterani della vicina casa di riposo per ex-combattenti di Sawtelle (West Los Angeles).
La pellicola, per la prima distribuzione americana, constava di 7 rulli per una lunghezza totale di 2100 metri. Copie di essa sono preservate presso la William S. Hart Collection (fondo archivistico basato a Newhall, California, che conserva materiali relativi all'attore) e presso la Biblioteca del Congresso (che dispone di copie sia positive che negative, in formato 35mm). Il National Museum of American History di Washington conserva una preziosa lastra per lanterna magica con la pubblicità di The Bargain.
Il film è stato restaurato in digitale a cura della Biblioteca del Congresso, con fondi parzialmente provenienti dalla statunitense National Film Preservation Foundation.

## Distribuzione

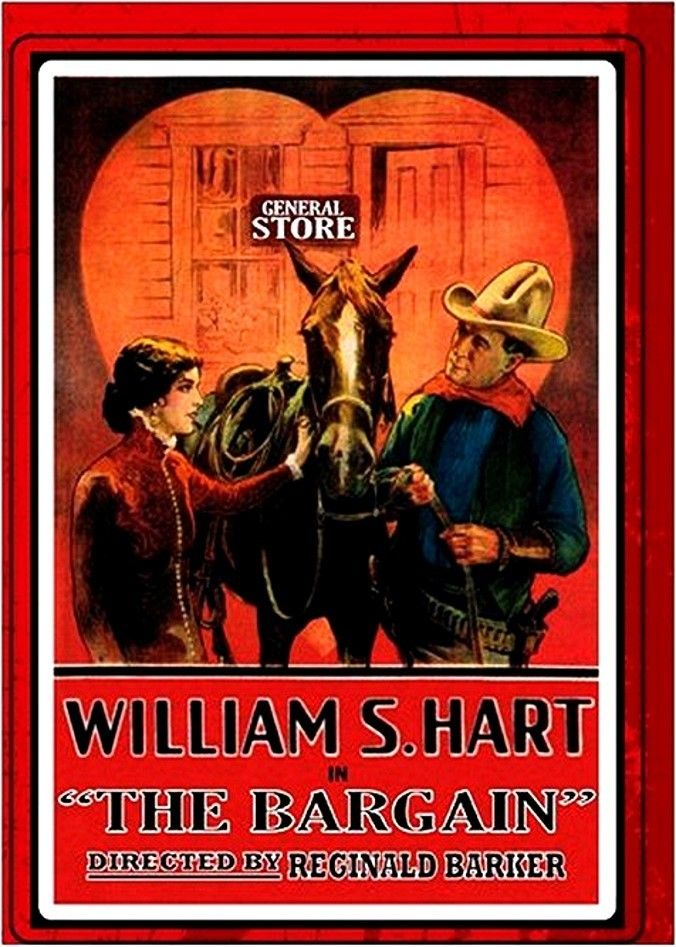
Locandina del film

Distribuito dalla Paramount Pictures, il film è uscito nelle sale cinematografiche statunitensi il 3 dicembre 1914. Nel 1918, in seguito a una revisione operata dal Chicago Board of Censors, le scene in cui lo sceriffo libera il prigioniero e le relative didascalie sono state eliminate e sostituite con altre didascalie e inquadrature di pagine di giornali che mettevano in chiaro che sia lo sceriffo che il bandito erano stati in seguito condannati per i crimini commessi. Prima del 1920 è stata distribuita una versione del film, ridotto da 7 a 5 rulli; nel 1920 la casa produttrice appartenente ad Hart ne ha fatto uscire una versione col titolo The Two-Gun Man in the Bargain; infine il 12 ottobre 1923 la Tri-Stone Pictures ha distribuito nuovamente il film.
In tempi recenti, il Berkeley Art Museum and Pacific Film Archive (BAMPFA) ha messo in programma, nel febbraio 2013, la versione restaurata del film.
Diverse edizioni in DVD di The Bargain sono state realizzate, recanti didascalie inglesi senza sottotitoli in altre lingue. Nel 2005 è uscita un'edizione a cura della Sinister Cinema, masterizzata da una copia 8mm; la Alpha Video ha fatto uscire nel 2010 un DVD del film, realizzato a partire da una copia in formato 16mm; entrambe le edizioni sono dotate di colonna sonora costituita da materiali audio preesistenti. L'edizione del 2012 della Grapevine Video (preceduta da un'uscita in VHS), tratta da una pellicola virata in toning, probabilmente in 16mm, è corredata da una colonna sonora di Blaine Gale.

## Accoglienza
La critica coeva ha mostrato pareri contrastanti.
Variety, in data 14 novembre 1914, riporta: "The Bargain si situa fra i migliori lungometraggi western drammatici. Mostra tutti i migliori attributi che ci si aspetta da un film: eccezionale bellezza paesaggistica, storia interessante e trascinante, e attori di grande bravura. Un dipendente dello studio cinematografico, durante l'anteprima di lunedì scorso, ha dichiarato che, dopo l'assemblaggio del positivo, 2400 piedi di pellicola sono stati tagliati. I tagli sono stati effettuati da una mano esperta, perché la trama presentata rimane coerente (…) È il primo lungometraggio della stagione a non apparire spalmato su una pellicola di lunghezza eccessiva. (…) Gli avvenimenti si muovono con notevole velocità verso il climax, e nonostante il gran numero di eventi d'azione il tutto è ben sviluppato in unità ed evita il carattere episodico troppo spesso presente nei film d'azione."
Secondo il redattore del The Moving Picture World del 12 dicembre 1914, viceversa, The Bargain rappresenta "un tentativo ambizioso, direi quasi temerario di ridare vita a uno stile di film che avevamo sperato fosse cosa del passato. (…) Non si può negare che all'epoca d'oro dei western molti di quei film, relegati nell'ambito di una sola bobina, erano splendidi, e spesso ritraevano in modo accurato e pittoresco, con pathos, la vita del primitivo West. Ma il successo di quei primi film ha presto causato un eccesso dell'offerta rispetto alla domanda, e il pubblico è diventato sazio, per non dire nauseato da sceriffi, fuorilegge, Indiani cattivi e buoni, messicani briganti, banditi eroici, meticci disperati, ecc. The Bargain non è nient'altro che un western vecchia maniera. In coscienza non posso affermare che si trovi un centimetro sopra la media di quel genere di film. I suoi sfondi e i suoi bei panorami sono superbi, ma non migliori di quelli che si potevano ammirare già nei vecchi cortometraggi. La trama segue le vecchie linee convenzionali (…) In un caso si discosta dalle trame usuali. Mentre nei western vecchia maniera lo sceriffo è una roccia di onestà, qui il tutore dell'ordine è macchiato da una debolezza fatale."